# Caryanda albomaculata
Caryanda albomaculata är en insektsart som beskrevs av Mao, B., G. Ren och X. Ou 2007. Caryanda albomaculata ingår i släktet Caryanda och familjen gräshoppor. Inga underarter finns listade i Catalogue of Life.